# Brian West
Brian West (Brisbane, 26 mei 1958) is een Australisch componist, muziekpedagoog en dirigent.

## Levensloop
West ging naar zijn muziekstudies als leraar aan het Rosny College in Hobart, Tasmanië. Hij heeft als leraar en dirigent van school harmonieorkesten meer dan 20 jaar ervaring en dat is de belangrijke basis, dat hij zich in zijn werken met jeugdige muzikanten en ensembles bevat. Zijn composities en arrangementen, bijzonder voor jeugdige muzikanten en school-harmonieorkesten werden ook buiten Australië, vooral in de Verenigde Staten en in Japan gespeeld. Voor de verkoop van zijn pedagogische werken heeft hij een eigen muziekuitgave opgericht.

## Composities

### Werken voor harmonieorkest
- A Little More Blues
- Bavarian B-B-Q
- Beatnik Blues
- Bunyip Blues
- Circus Marchimus
- City Life
- Clowning Around
- Cosgrove
- Countdown
- Fanfare and Processional
- Fiesta
- Geronimo
- Gum Leaf Rag
- Hit The Spot
- Hornpipe
- MacDonald goes Jazz
- No More Blues
- Quiet Moments
- Rondo
- Rum-Bah
- Sandy Bay March
- Serious Song
- Shuffle on Down
- Silent Movie
- Skeleton Dance
- Take A Break
- The Crocodile Cakewalk
- The Spook
- Trick or Trea
- Wacky Waltz

### Werken voor piano
- A Little Off Beat'
- City Life
- Climbing
- Cool Cat
- Country Blues
- Country Comfort
- Don’t Cross Me
- Hornpipe
- Mysterious
- No Chopsticks Please
- Peace At Last
- Redskin Rock
- Relaxing
- Remember Chuck
- Rock Bottom
- Round And Round'
- Runaway
- Sharpie
- Sea Song
- Starting Up
- Take A Walk
- The Pipes
- Westward Bound

### Filmmuziek
- 2001 Serendipity

## Publicaties
- Brian West: Masada: Level 5, set 1. Brolga Music, 1999. ISBN 1875166602